# Альфонский, Аркадий Алексеевич

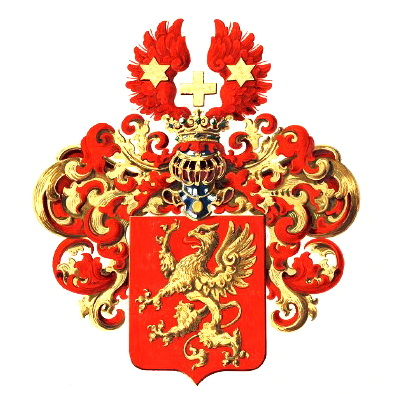
Герб Альфонского.
Внесен в ч. 14 Общего гербовника дворянских родов Всероссийской империи, стр. 49

Аркадий Алексеевич Альфонский (8 [19] февраля 1796 года, Вологда — 4 [16] января 1869 года, Москва) — российский врач-хирург, заслуженный профессор, декан медицинского факультета и ректор Московского университета (1842—1848 и 1850—1863), тайный советник.

## Биография
Родился 8 февраля 1796 года в Вологде в семье штаб-лекаря Алексея Ивановича Альфонского. Отец умер, когда сыну ещё не исполнилось четырёх лет. После смерти отца семья переехала на жительство в Москву.
Получил среднее образование в московском лютеранском церковном училище у Гейдеке (1805—1810).
В 1810 году, в четырнадцатилетнем возрасте, Альфонский поступил на медицинский факультет Московского университета. Пользовался покровительством декана медицинского факультета М. Я. Мудрова, знавшего отца Альфонского. На протяжении всего периода обучения жил на квартирах профессоров: сначала у А. И. Данилевского, а с 1812 года у Ф. А. Гильтебрандта. Помогал профессору Ф. А. Гильтебрандту во время работы в госпитале во Владимире во время Отечественной войны 1812 года в госпитале, а затем и в Москве.

### Служебная карьера
21 июля 1817 года получил в Московском университете степень доктора медицины и оставлен при Московском университете по кафедре хирургии.

20 сентября 1817 года поступил на службу в Московскую больницу для бедных, переименованную впоследствии в Мариинскую.

20 июля 1819 года по избранию Совета университета утверждён адъюнктом.

20 июля 1820 года утверждён доктором медицины и хирургии.

4 июля 1822 года произведён в надворные советники.

10 февраля 1823 года утверждён экстраординарным профессором хирургии.

4 июля 1828 года произведён в коллежские советники.

3 декабря 1829 года утверждён ординарным профессором хирургии.

5 июня 1830 года определён консультантом в Мариинскую больницу.

С 12 сентября 1830 года по 17 февраля 1831 года по распоряжению комитета, учреждённого при университете для охранения от холеры живущих в нём и заведениях, ему подведомственных; осуществлял надзор за временными больницами университетской типографии и Благородного пансиона.

27 октября 1830 года во время эпидемической холеры определён на должность главного доктора Московского воспитательного дома.

23 марта 1831 года утверждён Главным доктором Московского воспитательного дома.

21 апреля 1832 года пожалован в статские советники.

21 сентября 1840 года пожалован в действительные статские советники.

По избранию Совета университета был членом училищного комитета, деканом факультета (1833—1834 и 1836—1842) и в течение 4 лет проректором университета с оставлением в должности декана.

2 июня 1842 года утверждён ректором Московского университета.

С 29.02.1844 г. вновь утверждён императором Николаем I ректором Московского университета на 4 года.
Утверждён в потомственном дворянстве определением временного присутствия Герольдии 30 октября 1847 года, с внесением в третью часть дворянской родословной книги. Герб Альфонского внесён в Часть 14 Общего гербовника дворянских родов Всероссийской империи, стр. 49.

11 марта 1848 года вышел в отставку со званием заслуженного профессора и одновременным избранием почётным членом Московского университета. По увольнении из университета он продолжал свою службу в Воспитательном доме.

9 января 1850 года (после того, как выборное ректорство было отменено) вновь был назначен ректором Московского университета. с увольнением от должности главного доктора при Воспитательном доме. Неоднократно временно исполнял должность Попечителя Московского учебного округа.

В 1863 году освобождён от должности ректора Московского университета.

Согласно «Энциклопедическому словарю Брокгауза и Ефрона»: «А. А. Альфонский не был теоретиком и почти ничего не писал, но приобрёл громкую известность своими удачными операциями, в особенности искусными литотомиями».
Похоронен в Москве на Ваганьковском кладбище (14 уч.).

## Награды и почётные звания
28 мая 1821 года за усердие по службе в больнице для бедных пожалован орденом Святой Анны 3-й степени.

21 апреля 1825 года пожалован орденом Святого Владимира 4-й степени.

7 октября 1826 года в знак её императорского величества благоволения награждён золотою табакеркою.

14 апреля 1828 года пожалован орденом Святой Анны 2-й степени.

25 августа 1831 года удостоен монаршего благоволения по Комитету охранения от холеры при университете.

4 марта 1834 года пожалован орденом Святой Анны 2-й степени с императорской короной.

13 апреля 1836 года пожалован орденом Святого Владимира 3-й степени.

21 июня 1838 года пожалован орденом Святого Станислава 2-й степени со звездою.

28 октября 1844 года за ревностную службу и особые труды по университету пожалован орденом Святого Станислава 1-й степени

В ноябре 1849 года за отличное усердие и особые труды в Воспитательном доме пожалован бриллиантовым перстнем с вензелеевым изображением имени е. и. в.

28 декабря 1851 года в воздаяние отличного усердия и постоянной деятельности при исполнении возложенных на него обязанностей пожалован орденом Святой Анны 1-й степени.

В 1862 году награждён орденом Святого Владимира 2-й степени.

Награждён знаком отличия беспорочной службы за 25 лет.

Был Почётным членом Московского университета, Общества Санкт-Петербургских врачей, членом различных научных обществ, в том числе общества испытателей природы.
Имел обширную акушерскую практику. Присутствовал при рождении императора Александра II.

## Семья
Был женат дважды.
Первым браком — на дочери штаб-лекаря и надворного советника Кирилла Самойловича Андреевского (1750 — после 1816), Екатерине Кирилловне (ум. 8.09.1829; похоронена на Лазаревском кладбище). Их дети:
- Аркадий (25.12.1818—23.10.1890) — действительный статский советник; прототип Аркадия Долгорукова в романе Достоевского «Подросток».
- Екатерина (13.03.1821 — ?) — не замужем.
- Анна (13.10.1822—25.01.1888)[8] — не замужем.
- Алексей (7.09.1824—1.02.1872) — поручик (1847), отставной штабс-капитан (1857), коллежский секретарь (1870). Был женат на Марии Леонардовне Берте.
- Софья (12.01.1827 — ?) — была замужем
- Любовь (12.10.1828—04.06.1901) — замужем за тайным советником Вениамином Яковлевичем Фёдоровым (1828—1897)

Вторым браком с 1830 года А. А. Альфонский был женат на Екатерине Александровне Мухановой (12.04.1800—27.09.1876), дочери рязанского губернатора Александра Ильича Муханова (1766—1815), сестре декабриста Петра Александровича Муханова. В обществе брак считали неравным, невеста была знатнее жениха и вышла замуж против воли своей матери. Лишь в 1847 году Альфонские получили дворянство. Их дети:
- Наталья (8.05.1831— ?) — была замужем.
- Елизавета (1.08.1832— ?) — была замужем
- Ольга (23.09.1834—30.11.1888) — замужем за титулярным советником Модестом Александровичем Бороздиным (1827—1863)
- Минодора (07.04.1836—?)
- Александр (16.09.1837—21.06.1838)[8]
- Виктор (19.09.1841—?) — статский советник (1897).